# Shenan
Shenan fue una banda mexicana independiente que cuenta con dos materiales discográficos y que tuvo una vida de siete años.

## Historia
Shenan se forma en enero de 2007 por tres integrantes: Juan Moreno (bajo y voz), Joe Rodríguez (guitarra y voz) y Manu Gutiérrez (batería y coros), bajo el nombre de Brooklyn. Manu decide desprenderse en 2009 y, con ello, se une al proyecto Ricardo "Pichón" Gallardo en la batería. 
Al no poder registrar el nombre de Brooklyn, cambian su nombre por el de Shenan el cual, según un amigo de ellos, significa "sin nombre".
En el 2009, editaron su primer disco homónimo en conjunto con la ya extinta disquera independiente Madame Records. El disco "Shenan", cuyo tema principal es la ruptura, fue producido por Juan Moreno y cuenta con el arte de Rodrigo Maceda. Durante año y medio años promueven este material en escenarios del D.F., incluyendo el Salón 21, Bulldog Café, el Imperial, Doberman, Caradura, Pata Negra y Perro Negro, así como en Toluca, León, Pachuca y Puebla. Para el 2011, ya con nuevas canciones, empezaron a producir un nuevo disco, mismo al que le dedicaron un año de creación y al cual nombraron «Bajo el Sol».
"Bajo el sol" fue producido por los tres integrantes, mezclado por Juan Moreno y masterizado en Nueva York por Oscar Zambrano. El arte corre a cargo nuevamente de Rodrigo Maceda con el uso de fotografías de Pablo López Luz. 
En el disco "Bajo el Sol" se les une un integrante invitado para los conciertos en vivo llamado Lalo Molina. Él fungía como apoyo en vivo con teclados, percusiones y algo de guitarra acústica.
Este proyecto llegó a su fin el 28 de marzo de 2014 con una carta de Juan Moreno, donde anuncia el inicio de su carrera de solista y da gracias a las bandas en las que participó por la experiencia.

## Integrantes
- Juan Moreno (Bajo y voz). Nació el 13 de marzo de 1980. Estuvo con Los Weeds y Satin Dolls.
- Joe Rodríguez (Guitarra y voz). Nació en el D.F. el 2 de agosto de 1980. Quien estuvo con los Satin Dolls.
- Ricardo Gallardo "Pichon" (Batería). Nació el 30 de septiembre de 1983. Estuvo en Satin Dolls y toca (de vez en cuando) con Neon Warlus
- Lalo Molina (Teclados en presentaciones en vivo)
- Manuel Gutiérrez "Manu" (Batería)(exintegrante)

## Sencillos
- Shine 2007 (Shenan)
- Me Quieres mal 2008 (Shenan)
- Humo 2010 (Shenan)(con vídeo)
- Gravedad 2011(Bajo el sol)
- Transparente 2012 (Bajo el sol) (con vídeo)
- El Inmortal 2013 (Bajo el sol)
- Reflejo 2013 (Bajo el sol)(con vídeo)

## Discos
- Shenan 2009
- Bajo el sol 2013